# U-God
U-God, vlastním jménem Lamont Jody Hawkins, (* 11. listopadu 1970) je americký rapper, jeden z členů uskupení Wu-Tang Clan. Zpočátku působil jako beatboxer pro rappera Cappadonnu. V dubnu 1992 byl odsouzen za držení drog. V lednu 1993 byl podmínečně propuštěn. Jeho uvěznění zapříčinilo, že se na prvním albu kapely nazvaném Enter the Wu-Tang (36 Chambers) podílel jen minimálně. Své první sólové album nazvané Golden Arms Redemption vydal v roce 1999.